# Grönegau
Der Grönegau (auch Graingau) ist die historische Gemarkungsbezeichnung für einen der zahlreichen, bis heute überlieferten sächsischen Gaue. Erstmals urkundlich erwähnt wurde das Gebiet 852.
Der Grönegau ist eine Region, die im Wesentlichen deckungsgleich mit dem Gebiet der heutigen Stadt Melle im Landkreis Osnabrück ist. Die alte Gaugrenze verlief um 800 bis ins 12. Jahrhundert hinein im Süden vermutlich noch bis nach Borgholzhausen und Halle, im Osten bis nach Bünde und Spenge.
Dem urkundlich erstmals 1360 erwähnten Amt Grönenberg gehören später Teile des frühmittelalterlichen Grönegaus, darunter Halle, Borgholzhausen und Borgloh, nicht mehr an. Ab 1852 fanden keine Grenzverschiebungen mehr statt. Die Ausdehnung des Amtes Grönenberg ist ab diesem Datum identisch mit der des späteren Landkreises Melle und schließlich ab 1972 der der Stadt Melle.
Siehe auch: Burg Gröneburg, Haus Kilver
Noch heute tragen Einrichtungen, Publikationen, Veranstaltungen und Vereine der Region den Beinamen „Grönegau“:
- ADAC-Rallye-Grönegau[5]
- Autobahnraststätte-Grönegau zwischen Riemsloh und Melle an der A 30
- Flugplatz Melle-Grönegau
- GrönegauBad Melle (Hallenbad)[6]
- Grönegauer Heimathefte
- Grönegau-Park Ludwigsee (Gesmold)[7]
- Grönegau-Rundschau (Magazin)[8]
- Grönegau-Triathlon-Melle[9]
- HSG Grönegau-Melle (Handballclub)[10]
- Tanzclub Grönegau[11]
- Wohnungsbau Grönegau[12]